# El Hadji Malick Sy
Pour les articles homonymes, voir Sy.
 (juin 2024).
Si vous disposez d'ouvrages ou d'articles de référence ou si vous connaissez des sites web de qualité traitant du thème abordé ici, merci de compléter l'article en donnant les références utiles à sa vérifiabilité et en les liant à la section « Notes et références ».
Cheikh al-Saïdi al-Hadji Malick ibn Ousmane ibn Demba ibn Chamseddine Sy (1855–1922) est un érudit appartenant à l'école de jurisprudence malikite et à l'école de théologie asharite, ainsi qu'un imam de la confrérie soufie tidjane, une voie spirituelle musulmane qu'il contribua largement à diffuser au Sénégal et en Afrique noire.

## Biographie
Fils  de Sidy Ousmane Sy et de Sokhna Fatoumata Wade Wele, Malick Sy est né à Gaé (Gaaya en wolof) près de Dagana vers 1855. Sa date de naissance reste incertaine. En effet, la tradition orale indiquant que son « entrée dans ce village » eut lieu le 25 février 1855, il en a été déduit qu'il était né ce jour-là
C'est ainsi qu'après avoir appris le coran qu'il mémorisa tôt, il sillonna le pays de long en large, d'Est en Ouest. Une quête obstinée qui dura vingt - cinq longues années lui permit d'asseoir de solides connaissances dans tous les domaines des sciences religieuses et même profanes (mathématiques, astronomies, prosodie et poésie).
Malick Sy séjourne en Mauritanie, s'installe à Saint-Louis en 1884,  Louga, Pire avant de s'établir finalement à Tivaouane en 1902 suivant les suggestions de son beau père, l'érudit Mor Massamba Diery Dieng père de son épouse Sokhna Yacine Dieng et à la suite d'une demande, dit-on, du grand notable Djibril Guèye qui l'invita à y rester. 
Il alla à La Mecque pour la première fois en 1888. Il revint de la Mecque avec le titre de calife de la Tidjaniya pour le Sénégal. Dans son travail d'initiation au tidjanisme auprès des Sénégalais, Il fut beaucoup aidé par les groupements omariens, eux-mêmes tidjanes. Malick Sy fit une propagande discrète, surtout centrée sur la diffusion de la confrérie dans les centres urbains, avec la construction de mosquées et de daaras – écoles d'enseignement islamique –, au Waalo, Cayor, Fouta, Djolof, Sine Saloum.
En Afrique subsaharienne, Malick Sy contribue beaucoup à la propagation de l'islam et de la confrérie soufie fondée par Ahmed Tijani. Fin lettré, il est l'auteur de plusieurs ouvrages dont Qilâsu thahab, « l'or décanté ». Une fois à Tivaouane, il œuvra pour la célébration du Maouloud parmi les musulmans du pays – où on l'appelle gamou –, à tel point qu'au Sénégal cette fête musulmane célébrant la naissance de Mahomet est surtout associée aux tidjanes.
Malick Sy s'éteignit le 27 juin 1922 à Tivaouane où il fut inhumé. Son mausolée fait l'objet de nombreuses visites, appelées ziar, de la part des nombreux disciples venus s'y ressourcer, surtout en période de Gamou où la ville de Tivaouane connaît une très forte affluence.

## Postérité
L'avenue Malick Sy, qui perpétue sa mémoire à Dakar, est une grande artère transversale qui marque la limite entre la Médina et le quartier de Dakar-Plateau situé au sud de la capitale. Un lycée de Thiès porte également son nom.
La zawia de Malick Sy à Tivaouane figure sur la liste des sites et monuments historiques classés.

## Son œuvre
- Khilaçu ez -Zahab  : une biographie rimée très complète sur le prophète de l'islam, Mahomet, et ses proches compagnons (notamment ceux issus de sa famille), régulièrement récitée lors des célébrations religieuses au Sénégal, particulièrement durant le mawlid (ouvrage traduit en français par Rawane Mbaye).
- Sharh Khilaçu ez-Zahab : commentaire de cette biographie par l'auteur lui-même.
- Zajr Ul Qulûb : un poème d'exhortations pieuses et ascétiques traitant de divers sujets.
- Adâb Ul Masjîd : un poème traitant des convenances à respecter lorsque le fidèle se rend à la mosquée et y fait ses adorations.
- Al Hidâyat Ul Wildân : un traité de théologie islamique (basé sur l'école ash'arite).
- Faakihatul Tullab : un précis sur la Tijaniyya, ses enseignements et ses pratiques (traduit en français par Rawane Mbaye)
- Diwan : un recueil de poésie sur Seydina Mouhamad (PSL), Ahmad Tijani, 'Umar Ibn Sa'îd Tall Al Futi, et contenant d'autres connaissances islamiques comme l'héritage, la rhétorique et des conseils aux musulmans en général et aux fidèles tijanes en particulier.
- Khutbatul Jumu'a : un prêche de la prière du vendredi
- Khutbatul 'I'd : un prône (prêche, sermon) de la fête (tabaski et/ou korité)
- Kifayat ar-raghibîn (« ce qu'il faut aux bons croyants ») : une série de textes à caractères jurisprudentiels et spirituels traitant de sujets variés (traduit en français par le professeur Rawane Mbaye).

Il est nécessaire de noter que cette liste est loin d'être exhaustive puisque les écrits de Al Hajj Malick Sy sont très nombreux et son œuvre, tant au plan de la taille que de la richesse linguistique et rythmique, est à bien des égards incommensurable.[réf. souhaitée]